# 小行星18974
小行星18974（18974 Brungardt）是一颗绕太阳运转的小行星，为主小行星带小行星。该小行星于2000年8月28日发现。

## 轨道参数
小行星18974的轨道半长轴为2.4282282 UA，离心率为0.167。